# Stefan Doniec

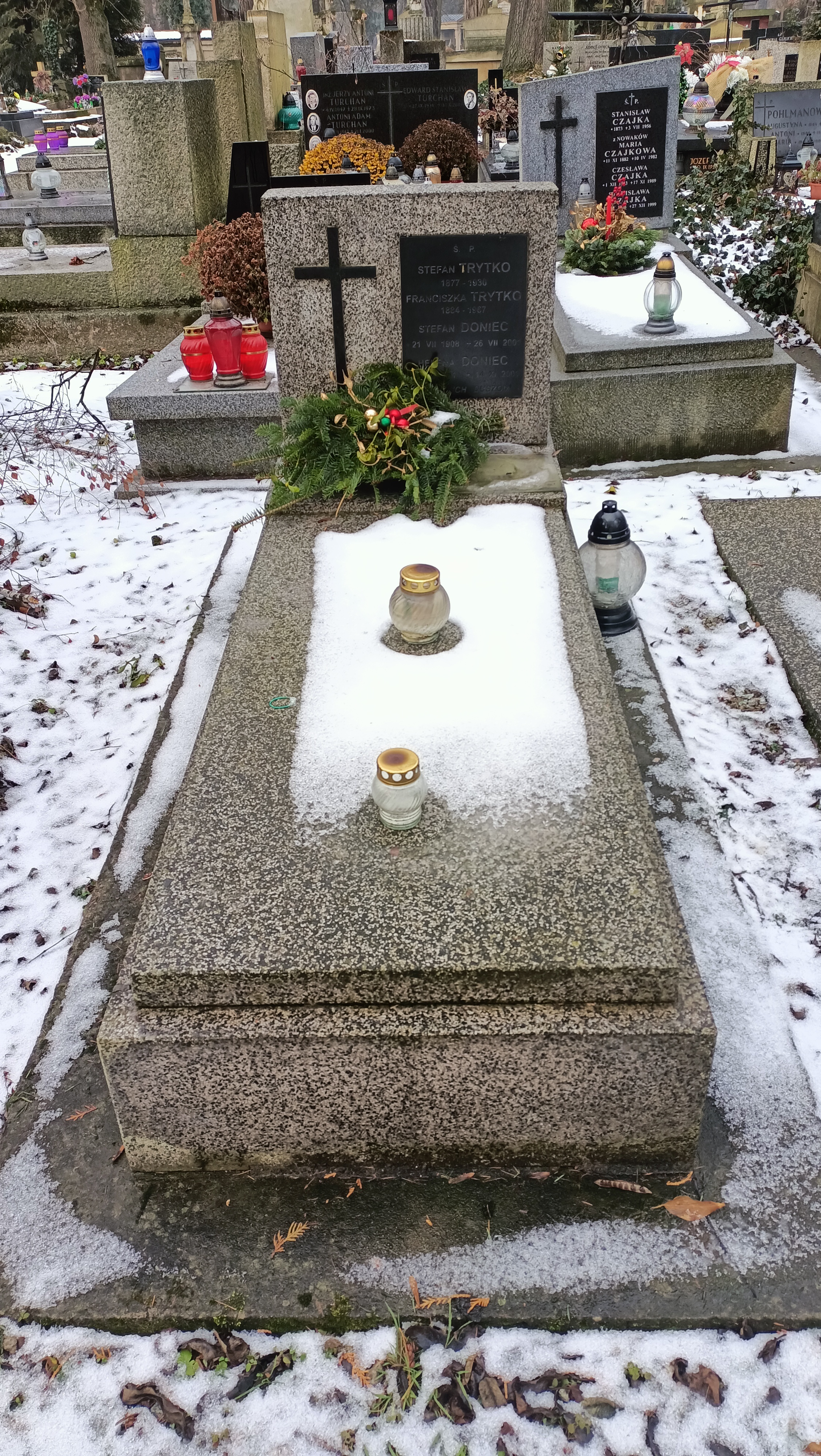
Grób Stefana Dońca na cmentarzu Rakowickim w Krakowie

Stefan Franciszek Doniec (ur. 21 lipca 1908 w Krakowie, zm. 26 lipca 2001 w Krakowie), polski obrońca. Długoletni zawodnik Cracovii.

## Życiorys
Był wychowankiem Cracovii i w tym klubie spędził całą karierę. Na boisku występował w latach 1924–1935. W lidze grał w latach 1928 oraz 1932–1935. W 1932 został mistrzem Polski. W późniejszych latach był działaczem Cracovii.
W reprezentacji debiutował 15 września 1935 w meczu z Niemcami, ostatni raz zagrał w tym samym roku. Łącznie w biało-czerwonych barwach rozegrał 3 spotkania.